# تیم ملی والیبال زنان اسلوونی
تیم ملی والیبال زنان اسلوونی تیم ملی والیبال زنان کشور اسلوونی است.